# PrettyMuch
PrettyMuch, estilizado como PRETTYMUCH, fue una boy band de música pop canadiense-estadounidense formada en Los Ángeles, California. El grupo actualmente está integrado por Austin Porter, Edwin Honoret, Brandon Arreaga y Zion Kuwonu. El nombre de sus fanáticos se denomina "BEANZ".

## Carrera
Los miembros de PrettyMuch buscaban su carrera solista hasta que el fundador de Syco Music, Simon Cowell, y el antiguo presidente Sonny Takhar, los juntaron para formar la banda. Desde 2016, los miembros de PrettyMuch viven en Los Ángeles, donde comparten la vivienda desde el 16 de marzo de 2016, en donde trabajan con sus coreografías, además de grabar su primer sencillo. Su primer sencillo, fue editado por Columbia Records con la producción ejecutiva de Savan Kotecha, y otro tuvo a French Montana como invitado en una canción escrita por Ed Sheeran.
En 2017, PrettyMuch ganó la atención de las redes sociales con sus covers y vídeos de baile, incluida una interpretación de "Attention" de Charlie Puth y tributos de coreografía para Michael Jackson y Bruno Mars. El sencillo debut de PrettyMuch, "Would You Mind", escrito por Savan Kotecha y Jacob Kasher, fue editado en julio de 2017. Un mes más tarde, el grupo presentó la canción en los 2017 Teen Choice Awards y cantaron la versión a capela en la alfombra roja de los 2017 MTV Video Music Awards. El video musical de la canción fue editado en septiembre y dirigido por Emil Nava, muestra a los miembros bailando y saltando uno sobre el otro en callejones vacíos, junto con escenas de un viaje por carretera que el grupo había tomado. El clip fue inspirado en los videos realizados por boy bands de fines de la década de 1990 y principios de la década de 2000, tales como "We've Got It Goin' On" de Backstreet Boys y "I Want You Back" de NSYNC. PrettyMuch interpretó "Would You Mind" en el Total Request Live de MTV en octubre de 2017 y lanzó su segundo sencillo, "Teacher". El 27 de octubre de 2017, editaron su siguiente sencillo, "Open Arms". En noviembre de 2017, confirmaron a través de Twitter que actuarían durante la final de la 14.ª temporada de The X Factor en el Reino Unido, interpretando su sencillo, "No More". PrettyMuch está realizando actualmente la PRETTYMUCH EVERYWHERE Tour a lo largo de los Estados Unidos. 
El grupo se presentó en el Good Morning America el 15 de enero de 2018. PrettyMuch interpretó sus sencillos "Open Arms" y "No More" en el Total Request Live de MTV el 17 de enero del mismo año. 
Lamentablemente Nick Mara dejó el grupo a finales de 2022, convirtiéndose así en un grupo de 4. Además han sacado su nuevo sencillo H2L esta vez sin Nicholas.

## Discografía

### Sencillos
| Título                             | Año  | Máxima posición |
| Título                             | Año  | UK              |
| ---------------------------------- | ---- | --------------- |
| "Would You Mind"                   | 2017 | 100             |
| "Teacher"                          | 2017 | —               |
| "Open Arms"                        | 2017 | —               |
| "No More" (junto a French Montana) | 2017 | —               |
| "On My Way"                        | 2018 | —               |
| "10,000 Hours"                     | 2018 | —               |
| "Summer on you"                    | 2018 | —               |
| "Solita" (junto a Rich The Kid)    | 2018 | —               |
| "Real friends"                     | 2018 | —               |
| "Jello"                            | 2018 | —               |
| "Blind"                            | 2019 | —               |
| "Phases"                           | 2019 | —               |
| "Gone 2 long"                      | 2019 | —               |
| "Lying" (junto a Lil Tjay)         | 2019 | —               |
| "Rock Witchu"                      | 2019 | —               |
| "Me necesita"( CNCO)               | 2019 | —               |
| "Stars"                            | 2021 | —               |
| "Parking Spot"                     | 2021 | —               |
| "Lonely"                           | 2021 | —               |
| "Free"                             | 2021 | —               |
| "Corpus Christy"                   | 2021 | —               |
| "Smackables"                       | 2021 | —               |
| "I don't wanna leave"(Jeremih)     | 2021 | —               |
| "Talking 2 you"                    | 2022 | —               |
| "H2L"                              | 2022 | —               |